# Nephrotoma parva
Nephrotoma parva är en tvåvingeart som först beskrevs av Edwards 1916.  Nephrotoma parva ingår i släktet Nephrotoma och familjen storharkrankar. Inga underarter finns listade i Catalogue of Life.